# Молдовјану
Молдовјану (рум. Moldoveanu) је највиши планински врх у Румунији. Налази се у жупанији Арђеш и припада планинском венцу Јужни Карпати. На северу се налази општина Викторија, а на југу општина Кампулунг.